# Palästra

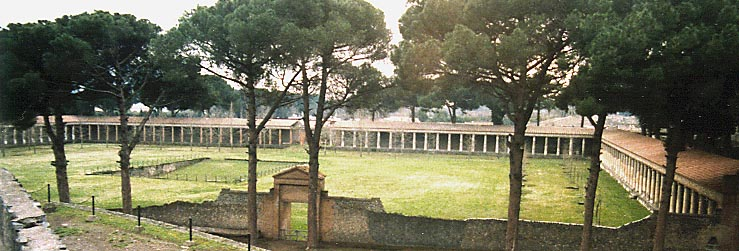
Große Palästra (Campus) in Pompeji

Das Wort Palästra (Plural Palästren; altgriechisch παλαίστρα palaístra „Ringplatz“, lateinisch palaestra) leitet sich von dem griechischen Pale (πάλη „Ringkampf“) her und bezeichnete ursprünglich eine mit Sand bedeckte Fläche für das Training der Ringkämpfe bzw. für die entsprechenden Wettkämpfe. Auch der Faustkampf fand hier statt. Zusammen mit dem Dromos bildete die Palästra das griechische Gymnasion.
Im 6. Jahrhundert v. Chr. war die Palästra eine rein sportliche Ausbildungsstätte mit der Funktion, die militärische Ausbildung zu sichern, so bei den in Athen und Sikyon bezeugten Palästren.
Im 5. Jahrhundert v. Chr. wurde die Palästra zur humanistischen Bildungsstätte, in der sowohl die körperliche als auch die geistige Erziehung stattfand. Die Palästra wandelte sich architektonisch zu einer anspruchsvollen Anlage: ein großer, von Säulen umgebener Hof (Peristyl) mit angrenzenden Aufenthalts- und Übungsräumen, von denen Vitruv die folgenden nennt:
- ephebeum: Umkleideraum (ursprünglich der Epheben); auch: Apodyterion.
- conisterium: Übungsraum für Ringer, „Staubplatz“, von griechisch κόνις kónis, „Staub“
- coryceum: Übungsraum für Faustkämpfer, von griechisch κώρυκος kórykos, mit Feigenkörnern, Mehl und Sand gefüllter großer lederner Sack, der auch als Kraftgerät diente
- sphaeristerium: Übungsraum für Ballspiele, von griechisch σφαῖρα sphaíra „Kugel, Spielball“
- elaeothesium: Massage- und Salbraum, auch: ἀλειπτήριον aleiptérion, von ἄλειμμα áleimma „Salbe“.

Weiterhin gab es bereits in der griechischen Palästra verschiedene Baderäume (lutron).
Palästren dieser Art sind das Pompeion in Athen und die Anlagen in Epidauros, Olympia, Priene und Delos. Ursprünglich eher an der Peripherie gelegen, rückte die Palästra näher an das Zentrum der Stadt (so in Korinth, Pergamon und Milet), nachdem sie zu einer öffentlichen Institution geworden war. Apodyterien und Bäder wurden staatlich finanziert, als Ausbildungsstätte blieb die Palästra freilich bis in die Kaiserzeit exklusiv der Oberschicht vorbehalten.
Von den Römern wurde die Palästra schließlich zum Teil der Anlage größerer Thermenkomplexe. Allein in Pompeji gab es mehrere Anlagen, z. B. die Große Palästra oder die Palästra in den Stabianer Thermen. Hier fanden neben Ringkämpfen auch Ballspiele im Freien statt (pila harpasta, pila paganica oder pila follis, eine Art Beachvolleyball mit verschiedenen Ballarten), ferner ludere expulsim, eine Art Tennis ohne Schläger, wobei man den Ball mit der offenen Hand schlägt, ludere datatim, ähnlich dem chinesischen Feuerball, und trigon: Drei Spieler stellen sich an den Ecken eines auf den Boden gemalten Dreiecks auf und werfen sich ohne Vorankündigung Bälle zu, die zurückgeschlagen, aber nicht aufgefangen werden sollen. Ferner gab es Krafttraining, auch für Frauen, mit Blei- oder Steingewichten in Form von Hanteln. Kinder übten sich im Reifentreiben.
Der Gott der Palästra war Hermes, der dort auch kultisch verehrt wurde (Hermaea).